# Lagertha

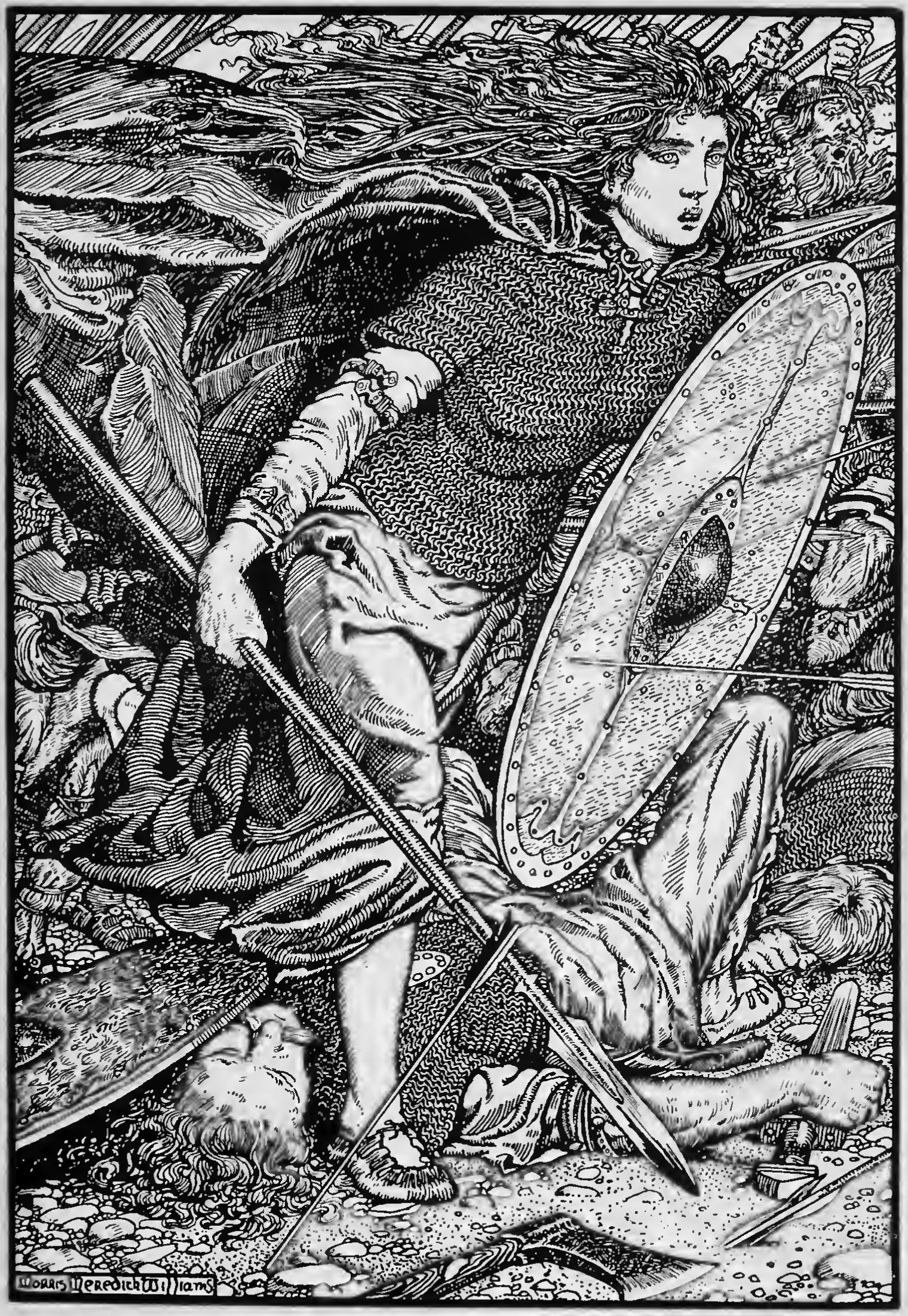
Lagertha, litografia Morrisa Meredith Williams (1913)

Lagertha – legendarna wikińska tarczowniczka, władczyni dzisiejszej Norwegii i żona słynnego wikinga Ragnara Lodbroka. Opowieść o niej Saxo Grammaticusa z XII wieku, może być odbiciem opowieści o Thorgerdzie (gerorgerðr Hölgabrúðr), nordyckiej bogini.
Jej imię zapisane przez Saxo w wersji łacińskiej, Lathgertha, pochodzi ze staronordyckiego Hlaðgerðr (Hlathgerth). W anglojęzycznych źródłach jest często tłumaczona jako „Lagertha”, a także jako Ladgertha, Ladgerda lub podobnie.

## Życie według Saxo Grammaticusa

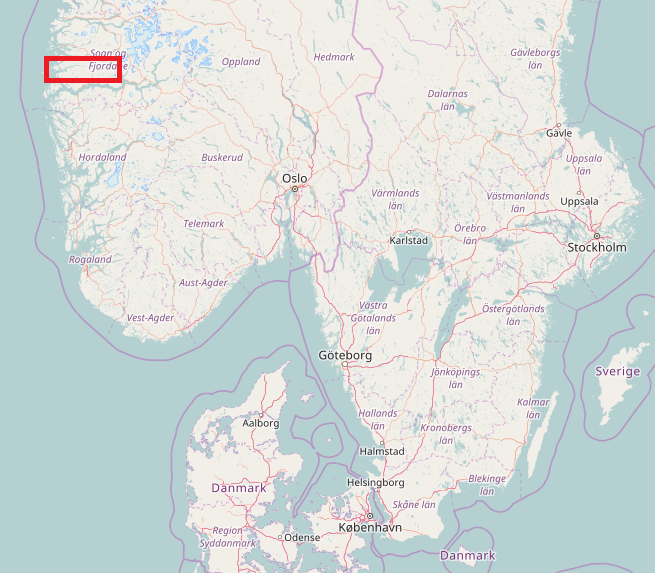
Według Saxo, Lagertha mieszkała w dolinie Gaula w zachodniej Norwegii.

Opowieść o Lagercie jest zapisana we fragmentach dziewiątej księgi dwunastowiecznego dzieła Gesta Danorum, historyka chrześcijańskiego Saxo Grammaticusa. Według Gesta (¶ 9.4.1-9.4.11), kariera Lagerthy jako wojowniczki rozpoczęła się, gdy Frø, król Szwecji, zaatakował Norwegię i zabił norweskiego króla Siwarda. Frø wsadził kobiety z rodziny zmarłego króla do burdelu w celu publicznego upokorzenia. Słysząc o tym, Ragnar Lodbrok przybył z armią, by pomścić swojego dziadka Siwarda. Wiele kobiet wykorzystywało odzież męską i walczyło po stronie Ragnara. Główną z nich i kluczem do zwycięstwa Ragnara była Lagertha. Saxo opowiada:

Lagertha, wyszkolona Amazonka, która choć miała odwagę mężczyzny, walczyła z przodu wśród najodważniejszych, z włosami luźnymi na ramionach. Wszyscy dziwili się jej niezrównanym czynom, przez jej loki lecące z tyłu zdradzały, że jest kobietą.

Pod wrażeniem jej odwagi, Ragnar zachęcał ją z daleka. Lagertha udawała zainteresowanie, a Ragnar przybył, by poprosić ją o rękę, każąc swoim towarzyszom czekać w dolinie Gaular. Został zaatakowany przez niedźwiedzia i wielkiego psa, który strzegł domu Lagerthy, niedźwiedzia zabił włócznią, a psa udusił gołymi rękami. W ten sposób zdobył rękę Lagerthy. Według Saxo Ragnar miał z nią syna Fridleifa, a także dwie córki, których imiona nie są rejestrowane.
Po powrocie do Danii, by walczyć w wojnie domowej, Ragnar (który według Saxo wciąż był zirytowany, że Lagertha wystawiła przeciwko niemu zwierzęta) rozwiódł się z Lagerthą, aby poślubić Thorę Borgarhjört (Þóra Borgarhjǫrtr), córkę króla Herrauda (Herrauðr) ze Szwecji. Zdobył rękę swojej nowej miłości po licznych przygodach, ale po powrocie do Danii ponownie stanął w obliczu wojny domowej. Ragnar wysłał do Norwegii prośbę o wsparcie, a Lagertha, która nadal go kochała, według Saxo przyszła mu z pomocą 120 statkami. Kiedy w szczycie bitwy syn Ragnara Siward został ranny, Lagertha uratowała Ragnara kontratakiem:

Ladgerda, która miała niezrównanego ducha, choć delikatna figura, była pokryta jej wspaniałą odwagą, skłonnością żołnierzy do wahania się. Opowiadała o tym i leciała na tyły wroga, zaskakując ich i w ten sposób zamieniła panikę swoich przyjaciół w obóz wroga.

Po powrocie do Norwegii pokłóciła się z mężem i zabiła go włócznią, którą ukryła w sukni. Saxo sądzi, że wtedy „przywłaszczyła sobie całe jego imię i suwerenność; ponieważ ta najbardziej zarozumiała panna myślała, że przyjemniej będzie rządzić bez męża niż dzielić z nim tron”.

## Stypendium

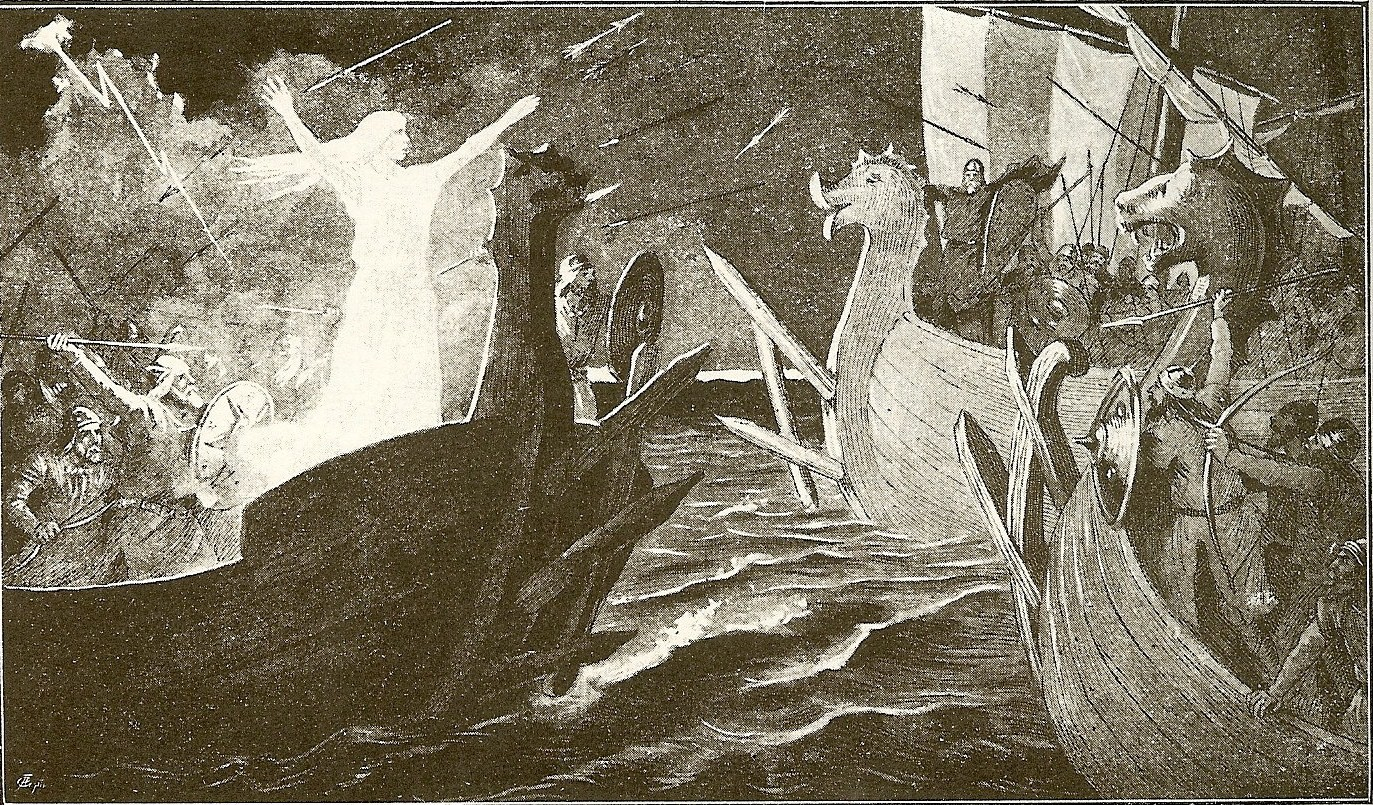
Thorgerda, z którą Lagertha jest identyfikowana, walcząca z Jomsvikingami. Ilustracja Jenny Nyström (1895).

### Źródła Saxo
Według Judith Jesch bogata różnorodność opowieści w pierwszych dziewięciu książkach Saxo’s Gesta, w tym opowieść o Lagerthie, jest „ogólnie uważana za w dużej mierze fikcyjną”. Przedstawiając kilka kobiet-wojowników w tych opowieściach, Saxo czerpał z legendy o Amazoniach z antyku klasycznego, ale także z różnych źródeł staronordyckich (szczególnie islandzkich), które nie zostały wyraźnie zidentyfikowane. Obraz wojowniczek Saxo jest także zabarwiony mizoginią: tak jak większość ówczesnych duchownych, Saxo uważał kobiety za istoty seksualne. Dla niego tarczowniczki, które odrzuciły tę rolę, były przykładem nieporządku w starej pogańskiej Danii, która została później wyleczona przez Kościół i stabilną monarchię.
Kobieta o imieniu Hlaðgerðr, która rządzi Hlaðeyjarem, pojawia się także w sagach z VI wieku króla Scyldingów Halfdana. Daje mu dwadzieścia statków, które pomogą pokonać jego wrogów. Hilda Ellis Davidson w swoim komentarzu na temat Gesta zauważa również w literaturze sugestie, że nazwa ta została użyta przez Franków, na przykład przez Luitgarde z Vermandois (ok. 914–978), i że opowieść o Lagercie mogła pochodzić z Frankońskiej tradycji.
Gdy Saxo opisuje Lagerthę jako „latający nabój” (circumvolare) na tyłach wroga. Zgodnie z Jesch, przypisuje jej moc ucieczki, wskazując na pokrewieństwo z walkiriami. Opowieść ta przypomina w szczególności Kárę, kochankę Helgiego Haddingjaskati, która leci nad Helgim w bitwie jako łabędź, rzucając zaklęcia by go wesprzeć.

### Tożsamość z Thorgerdą
Davidson uważa za możliwe, co Nora K. Chadwick uważała za bardzo prawdopodobne że Lagertha jest identyczna z Thorgerdą (gerorgerðr Hölgabrúðr), boginią obecną w kilku opowieściach.
Thorgerda była czczona przez norweskiego władcę Haakona Sigurdssona (ok. 937–995), który mieszkał w Hlaðir (Lade). To może być początek nazwy Hlaðgerðr. Dolina Gaular – gdzie mieszkała Lagertha, leży niedaleko i była w centrum kultu Thorgerdy. Według Snorriego Sturlusona, siedziba żony Haakona, Thory. Wreszcie opis Lagerthy przychodzącej z pomocą Ragnarowi z „latającymi włosami” jest podobny do tego, jak Flateyjarbók opisuje Thorgerdę i jej siostrę Irpę pomagające Haakonowi.

## Odniesienia w kulturze
- historyczny dramat Christena Prama Lagertha (1789) oparty na relacji Saxo.
- balet Lagertha (1801) w choreografii Vincenzo Galeottiego, pierwszy balet z motywem nordyckim, oparty na twórczości Prama. Dzieło do muzyki Clausa Schalla okazało się wielkim sukcesem Teatru Królewskiego i Galeottiego. Został stworzony jako Gesamtkunstwerk zawierający utwory, pantomimę, taniec i początkowo także części dialogowe[8].
- Lagertha (w tej roli Katheryn Winnick) w serialu telewizyjnym Wikingowie z 2013 roku jest postacią opartą na legendzie Saxo. Przedstawiona jako pierwsza żona Ragnara.